# Поздняя Хань (947—950)
Династия Поздняя Хань (Хоу Хань, кит. упр. 後漢, пиньинь Hòu Hàn) — основана в 947 году, четвертая из Пяти династий и третья в ряду последовательных династий, основанных тюрками-шато. Поздняя Хань оказалась одной из самых недолговечных династий в истории Китая, просуществовав всего три года и лишившись власти в результате восстания, приведшего к основанию династии Поздняя Чжоу.

## Основание династии
Лю Чжиюань был военным губернатором Бинчжоу, области вокруг Тайюаня в нынешней провинции Шаньси — региона, бывшего с давних пор оплотом тюрок-шато. Однако династия Поздняя Цзинь, которой он служил, была довольно слабым режимом, немногим отличавшимся от простой марионетки при восходящего киданьского государства династии Ляо. Когда же Поздняя Цзинь в конце концов решила порвать с киданями, они в ответ отправили военную экспедицию, приведшую к ликвидации династии.
Войско киданей прошло маршем до самой Хуанхэ, но затем, по распоряжению императора Тай-цзуна, возвратилось на свою исходную территорию в районе нынешнего Пекина (в центре спорной области Шестнадцати округов). Однако, испытывая постоянные нападения со стороны китайцев во время отступления, император Тай-цзун умер от болезни в мае 947 г. Сочетание этих обстоятельств (падение династии Поздняя Цзинь и кризис престолонаследия у киданей) привело к вакууму власти. Лю Чжиюань воспользовался этой ситуацией, чтобы основать династию Поздняя Хань.

## Территория
Лю Чжиюань назначил своей столицей город Бянь (нынешний Кайфын). Поздняя Хань владела примерно той же территорией, что и Поздняя Цзинь. Южная граница проходила от Восточно-Китайского моря посредине между Хуанхэ и Янцзы, поворачивая на юг в среднем течении Янцзы, а затем на северо-восток вдоль северной границы Сычуани и далее на запад до Шэньси. На севере она включала значительную часть Шэньси и Хэбэя за исключением Шестнадцати округов, которые были уступлены династией Поздняя Цзинь киданьской империи Ляо.

## Недолговечная династия
Династия Поздняя Хань — одна из самых недолговечных династий в истории Китая. Лю Чжиюань умер на следующий год после основания династии, ему наследовал его малолетний сын. Два года спустя династия была свергнута китайцем Го Вэем, который осуществил военный переворот и провозгласил себя императором династии Поздняя Чжоу.

## Северная Хань
Остатки Поздней Хань укрепились в традиционной цитадели тюрок-шато в провинции Шаньси, основав царство Северная Хань, иногда именуемое также Восточной Хань. Под защитой династии Ляо оно смогло сохранить независимость от династии Поздняя Чжоу. Династия Сун, возникшая на руинах Поздней Чжоу в 960 г., смогла стать сильным режимом, восстановившим стабильность в Северном Китае. Но, хотя Сун успешно покорила царства Южного Китая, закончив объединение страны к 978 г., Северная Хань сохраняла независимость благодаря поддержке династии Ляо. Существование Северной Хань оставалось одним из двух камней преткновения в отношениях между Сун и Ляо. В конце концов династия Сун смогла присоединить территорию Северной Хань в 979 г., в основном завершив объединение Китая, за исключением Шестнадцати округов, оставшихся за империей Ляо.

## Императоры Поздней Хань
| Храмовое имя (廟號 miào hào) | Посмертное имя (諡號 shì hào)                                                | Личное имя                    | Годы правления | Девиз правления (年號 nián hào) и годы девиза         |
| ---------------------------- | ---------------------------------------------------------------------------- | ----------------------------- | -------------- | ----------------------------------------------------- |
| Гао-цзу 高祖 Gāozǔ           | Жуйвэнь Шэньу Чжаосюй Сяо-ди 睿文聖武昭肅孝皇帝 Ruìwén Shèngwǔ Zhāosù Xiàodi | Лю Чжиюань 劉知遠 Liǔ Zhīyuǎn | 947—948        | - Тяньфу (天福 Tiānfú) 947 - Цянью (乾祐 Qiányòu) 948 |
| отсутствует                  | Инь-ди 隱帝 Yǐndì                                                            | Лю Чэнъю 劉承祐 Liǔ Chéngyòu  | 948—950        | - Цянью (乾祐 Qiányòu) 948—950                        |